# Alma
Alma é um termo equivalente ao hebraico néfesh, ao Sanscrito Ātman e ao grego psykhé e significa "ser", "vida" ou "criatura". Etimologicamente, deriva do termo em Latim animu (ou anima), que significa "o que anima". Sendo a vida de cada organismo, não sendo eterna, e nem separada do corpo, exatamente pelo contrário. Alma não é o mesmo que espírito. Na religião, possui grande importância, conferindo, ao indivíduo, a capacidade de fazer e viver coisas e momentos complexos logicamente, sendo a vida do ser humano, e não parte dela. Foi discutida e citada na filosofia.

## Alma e as religiões

### Calvinismo
| “ | E, pela palavra alma, entendo uma essência imortal, contudo criada, que lhe é, das duas, a parte mais nobre. | ” |

João Calvino, o fundador do calvinismo, defendeu que o espírito e a alma são distintos, e que ela é imortal.
Segundo sua interpretação da Bíblia, a alma pode perder-se, ser salva e existir após a morte do corpo. Ela também é citada como a fonte de todas as sensações e sentimentos humanos, além de ser a responsável pela comunhão humana com Deus.

#### Psicopaniquismo
Psicopaniquismo ("Psychopannychia" = psyche "alma", pan-nychis "toda a noite", palavra que deriva do grego e que significa: "A vigília da alma") é uma doutrina que muitos creem que a alma não dorme durante a morte até a ressurreição. Após vários erros editoriais e de interpetação, o termo é usado em seu sentido contrário, o de sono da alma, o que apropriadamente seria hipnopsiquismo.
A origem de todo pensamento que envolve o psicopaniquismo está no segundo livro de Calvino, escrito em 1534, que será também o primeiro sobre religião. O título completo era do livro de Calvino era: "Psychopannychia - tratado pelo qual se prova que as almas permanecem vigilantes e vivas uma vez que tenham deixado os corpos, o que contraria o erro de alguns ignorantes que sustentam que elas dormem até ao último momento".

### Catolicismo
Dotada de uma alma «espiritual e imortal» a pessoa humana é «a única criatura sobre a tema querida por Deus por si mesma». Desde que é concebida, é destinada para a bem-aventurança eterna.

### Espiritismo
Segundo o espiritismo, a alma é o espírito encarnado consistindo-se no princípio inteligente do Universo, ser real, circunscrito, imaterial e individual que existe no ser humano e que sobrevive ao corpo, estando sujeita à Lei do progresso, ou seja, a se aperfeiçoar por meio da reencarnação em várias encarnações progressivas até atingir a perfeição, o estágio de Espírito Puro, quando não tem mais a necessidade de reencarnar.
Ainda segundo o espiritismo, a alma, ou espírito encarnado, é ligada ao corpo por um envoltório semimaterial chamado perispírito.

### Testemunhas de Jeová
Segundo as Testemunhas de Jeová, os Adventistas do Sétimo Dia e outras igrejas; a Bíblia apresenta a alma [em hebraico, néfesh; em grego, psykhé] e o espírito [em hebraico, rúahh; em grego, pneúmato] como distintos, conforme, a Carta aos Hebreus, no versículo 12 de seu capítulo 4:
| “ | Porque a palavra de Deus é viva e exerce poder, e é mais afiada do que qualquer espada de dois gumes, e penetra a ponto de fazer divisão entre a alma [psykhés em grego] e o espírito [pneúmatos em grego], e entre as juntas e a medula... | ” |

As Testemunhas afirmam que a Bíblia ensina que alma não é algo separado do corpo, mas o próprio ser; não sendo o humano algo composto, alma e carne, mas um só, como veem em Gênesis 2:7:
| “ | E Jeová Deus formou o homem do pó do solo e soprou nas suas narinas o fôlego de vida, e o homem se tornou uma alma [néfesh, em hebraico] vivente. | ” |

Afirmam, ainda, que, na Bíblia, "alma" não é apenas o homem, mas todo ser vivo. Como diz:
| “ | Então Deus disse: "Que as águas fervilhem de almas [néfesh] viventes... - Gênesis 1:20 | ” |

| “ | O segundo derramou a sua tigela no mar. E o mar se transformou em sangue como de um morto, e morreu toda alma [psykhé] vivente que havia no mar. | ” |

Elas destacam que a Bíblia diz que a alma, ou o ser vivente, é mortal:
| “ | A alma que pecar é a que morrerá. - Ezequiel 18:4 | ” |

### Hinduísmo
Atman ou Atma Palavra em Sânscrito que significa alma ou sopro vital. Na teosofia representa a Mônada, o 7º princípio na constituição setenária do Homem, o mais elevado princípio do ser humano.
Para a teosofia, cada ser humano possui Atman, ou espírito indivídual, que é um reflexo da Alma Universal. O Atman é a ideia abstrata de "eu próprio". Ele não difere de tudo o que está no cosmos, exceto pela auto-consciência.
No Hinduísmo, Atman é o mais elevado princípio humano, a Essência divina, sem forma e indivisível. A expressão também é utilizado no Hinduísmo para expressar Brahman ou Paramatman. Em livros antigos da filosofia e teosofia Hindu como o Bhagavata gita

## Ciência moderna
De uma forma geral, a ciência moderna estuda o homem sem fazer referências a uma alma imaterial, uma vez que, se existe, não pode ser observada nem medida pelos instrumentos atuais. Apesar disso, alguns cientistas têm tentado encontrar evidências da existência e da natureza da alma humana. Muitas das pesquisas científicas nesse assunto vão em direção das experiências de quase-morte, porém não existem provas conclusivas para a ciência moderna de que realmente os pacientes saíram do próprio corpo, ou se sofreram de alucinações. Há também alguns cientistas como Ian Stevenson e Brian Weiss que conduziram estudos de caso sobre crianças narrando experiências anteriores ao nascimento, e que poderiam sugerir uma possibilidade de reencarnação (portanto, existência da alma), embora não tenham demonstrado pelo processo científico como isto poderia ocorrer.

### Neurociência
A neurociência é um termo que reúne as disciplinas biológicas que estudam o sistema nervoso. Muitas descobertas da neurociência trazem intrigantes fatos a respeito da mente.

#### Calosotomia completa
O estudo de pessoas que tiveram os dois hemisférios cerebrais separados (o que se chama de calosotomia, resultado de cirurgia para tratar casos graves de epilepsia, ou devido a traumatismos ou derrames) tem trazido importantes implicações para o entendimento do funcionamento da mente. Os hemisférios direito e esquerdo são, em muitos aspectos, simétricos. O hemisfério direito controla o lado esquerdo do corpo e o hemisfério esquerdo controla o lado direito. As funções mentais são distribuídas nos dois. No entanto, na maioria das pessoas, algumas funções mentais são mais concentradas no hemisfério esquerdo (linguagem, raciocínio linear), enquanto outras são mais concentradas no direito (emoções intensas, intuição espacial do próprio corpo, expressão emocional no rosto), embora essas funções não sejam exclusivas de cada hemisfério. Além disso, o campo visual esquerdo de cada olho é recebido pelo hemisfério direito e o campo visual direito é recebido pelo esquerdo. O corpo caloso permite a comunicação entre os dois hemisférios.
Ocorre que nos pacientes que tiveram seu corpo caloso completamente dividido (calosotomia), os hemisférios perdem a comunicação entre si (embora com o tempo o cérebro tenda a encontrar outras maneiras de estabelecer comunicação entre os dois hemisférios através de outras conexões nervosas que existem no cérebro além do corpo caloso). Com isso, o hemisfério esquerdo, que controla o lado direito do corpo e é especializado na linguagem, passa a funcionar de modo separado do hemisfério direito, que controla o lado esquerdo do corpo e é especializado nas emoções.
Embora o hemisfério direito não tenha acesso aos centros de linguagem e, portanto, não possa falar, ele pode rearranjar cartas com letras dispostas numa mesa com a mão esquerda. Por exemplo, em um estudo, a um sujeito que havia sofrido calosotomia foi perguntado sobre qual é sua profissão ideal. Verbalmente (ou seja, usando o hemisfério esquerdo), o paciente respondeu que ele gostaria de ser desenhista. No entanto, com a mão esquerda (isto é, usando o hemisfério direito), ele rearranjou as letras formando as palavras "corrida automobilística" ("car race", em inglês) sem que seu hemisfério esquerdo (o que fala) tivesse consciência disso.
Roger Sperry, numa pesquisa com pacientes com o cérebro dividido, relata que, quando foi mostrada, ao hemisfério direito do paciente (por meio de óculos especiais que bloqueiam o campo visual direito de cada olho), uma foto de uma pessoa familiar, a mão esquerda apontou a primeira letra do nome dessa pessoa, embora o paciente dissesse (o hemisfério esquerdo) que não via foto alguma e que tampouco movia o braço esquerdo. Quando uma foto do próprio paciente foi mostrada ao hemisfério direito, o paciente respondeu com reações emocionais tais como gargalhadas e sorriso autoconsciente, além de frases emocionais simples como "Oh, não! Oh, Deus!". O hemisfério direito também respondeu com polegar para cima ou para baixo de modo socialmente correto para fotos de personalidades famosas tais como Winston Churchill e Hitler. Tudo isso com o paciente dizendo (seu hemisfério esquerdo) que não via foto nenhuma.
O hemisfério direito do cérebro, funcionando independentemente e isolado do esquerdo, demonstra inteligência. Ele pode perceber, analisar, lembrar, realizar raciocínio complexo, compreender emoções e expressá-las, demonstrar conhecimento cultural e responder criativamente a novas situações.
Essas pesquisas mostram que, em alguns casos de cérebro dividido, o cérebro gera o que parece ser duas consciências separadas. A pesquisa sobre pacientes com cérebro dividido levou o neurocientista e ganhador do prêmio Nobel Roger Sperry a concluir: "Tudo o que vimos indica que a cirurgia deixou essas pessoas com duas mentes distintas, isto é, duas esferas separadas de consciência. O que é experimentado no hemisfério direito parece estar totalmente fora do âmbito do que é experimentado pelo hemisfério esquerdo."
Uma das consequências mais dramáticas e evitadas da calosotomia é a síndrome da mão alheia. Uma das mãos "ganha vontade própria" (em geral, a esquerda) após a cirurgia e se opõe ao que o paciente deseja, desfazendo o que a mão direita faz (conflito intermanual). Por exemplo, tarefas como abrir uma porta com a mão direita é desfeita pela esquerda. Ao se vestir, a mão esquerda pode se opor, e luta para tirar a roupa que a mão direita por sua vez luta para colocar. Em outro caso, a mão esquerda (hemisfério direito) de um paciente preferia alimentos diferentes e até mesmo programas de televisão diferentes, intervindo contra a vontade expressa pelas ações da mão direita que é verbalizada pelo paciente. Há, ainda, o caso de um paciente cuja mão esquerda se opunha sempre que o paciente tentava acender um cigarro e fumar; a mão esquerda, frequentemente, arrancava o cigarro ou o isqueiro e os atirava longe. Outro caso relatado é a de um paciente cuja mão estranha apalpava o seio de todas as mulheres que se aproximavam dele, provocando um grande contrangimento para ele.
De acordo com alguns ideais ateístas, esses estudos científicos colocam sérias questões ao dualismo, pois seus resultados parecem inconciliáveis com a ideia da existência de uma alma individual (isto é, indivisível) independente do cérebro, já que fornecem fortes evidências de que uma divisão física do cérebro produz como que duas almas diferentes que possuem propósitos, gostos, opiniões, personalidade e pensamentos diversos, embora compartilhem lembranças de fatos anteriores à separação dos hemisférios. Se a mente se torna duas mentes ao nível físico do cérebro dividido em dois, como não concluir que, durante o momento da morte física do cérebro e a ruptura cada vez maior das conexões neuronais, o que chamamos de mente se multiplica em numeráveis mentes cada vez mais dispersas até que todas as conexões se desfazem?
Porém, do ponto de vista de defensores da alma, isto implica apenas no resultado de um efeito fisiológico do corpo. Sendo, o corpo, o invólucro temporário da alma, esta fica sujeita às condições que este lhe oferece para se expressar. Sendo, a alma do ser humano, condizente com o seu grau de evolução, esta, também, não é perfeita e está sujeita às suas vontades enquanto no corpo, seguindo os princípios do livre-arbítrio, e também às suas limitações. Acontecimentos como estes podem ser parte de processos reencarnatórios, segundo os princípios da reencarnação. E também simplesmente explicados com o fato de o corpo ser a dualidade de emoção e raciocínio. Se o seu cérebro, órgão condutor e comandante do sistema nervoso, está dividido, o corpo fica passível de suas consequências. O fato de aparentemente duas consciências surgirem, nada mais é do que o emocional e o racional, que normalmente trabalham em conjunto, quando não em harmonia mas em acordo quando um supera o outro, neste caso ficam totalmente separados, expondo talvez, coisas que um deixava escondido do outro, quando expresso na atitude do ser humano alvo da calosotomia.

## Localização da alma
Ao longo da história, fisiologistas, seguindo a opinião de escolas metafísicas, tentaram estabelecer o local no corpo humano onde se localizaria a alma:
- Aristóteles ... coração
- Erasístrato ... nas membranas
- Herófilo ... grandes cavidades do cérebro
- Serveto ... aqueduto de Sylvius
- Aurâncio ... quarto ventrículo
- Descartes ... glândula pineal
- Whaton e Schellhammer ... no começo da medula espinhal
- Drellincourt ... cerebelo
- Bontekoe, Lancisi e La Peyronie ... corpo caloso
- Willis ... corpo estriado
- Vieussens ... no centro oval da substância medular